# Rainer Sternal
Rainer Sternal es un deportista de la RDA que compitió en natación, especialista en el estilo libre. Ganó dos medallas en el Campeonato Europeo de Natación de 1983.

## Palmarés internacional
| Campeonato Europeo | Campeonato Europeo | Campeonato Europeo | Campeonato Europeo |
| Año                | Lugar              | Medalla            | Prueba             |
| ------------------ | ------------------ | ------------------ | ------------------ |
| 1983               | Roma (Italia)      | Medalla de plata   | 4 × 200 m libre    |
| 1983               | Roma (Italia)      | Medalla de bronce  | 4 × 100 m libre    |